# Ignjatije el diácono
Ignjatije el diácono (en serbio: Ђакон Игњатије) fue un diácono ruso que acompañó a Pimen, el Metropolitano de Moscú, durante su viaje a Constantinopla a fines del siglo XIV.  gnjatije también fue llamado Grk Ignjatije de la Iglesia del Arcángel Miguel en Smolensk. Junto con el hieromonk de su iglesia, el obispo Michail y Pimen, el Metropolitano de Moscú viajó a Constantinopla y su región en 1389.
Ignjatije escribió el primer documento sobre la batalla de Kosovo, solo 12 días después de la batalla. Escribió que un hombre que sirvió lealmente al Príncipe Lazar (en serbio: у цара српскога Лазара неки верни слуга) fue calumniado como traidor. Con la intención de demostrar su lealtad durante la batalla, este hombre fingió que abandonaba a las tropas de Lazar, se unió al sultán Murad I y lo mató. El nombre de este hombre se agregó como Milos a algunas transcripciones posteriores del texto original de Ignjatije, aunque no está incluido en el manuscrito original.